# بنكسية ثلاثية
بنكسية ثلاثية (الاسم العلمي:Banksia tricuspis) هي نوع نباتي يتبع جنس البنكسية من فصيلة البروطية.